# Station Oakengates
Oakengates is een spoorwegstation van National Rail in Oakengates, Telford and Wrekin in Engeland. Het station is eigendom van Network Rail en wordt beheerd door West Midland Trains. Het station is geopend in 1849.